# Vittorio Tomassetti
Vittorio Tomassetti (Staffolo, 28 giugno 1930 – Fano, 6 gennaio 2008) è stato un vescovo cattolico italiano.

## Biografia
Iniziò gli studi presso il seminario vescovile della diocesi di Osimo e li compì nel Pontificio seminario regionale "Pio XI" di Fano, ove conseguì il baccellierato in teologia e fu ordinato presbitero il 23 agosto 1953. Nel 1954 venne scelto come vicerettore del Pontificio seminario regionale di Catanzaro e, nel 1959, fu richiamato a svolgere lo stesso ruolo presso il seminario fanese. Allo stesso tempo, presso quest'ultimo seminario, fu incaricato anche dell'insegnamento di musica e canto gregoriano, mentre dal 1965 fu anche insegnante di storia della Chiesa e patrologia. Durante il periodo di vicerettorato ebbe anche modo di approfondire gli studi in lettere classiche, presso l'Università di Napoli e l'Università di Bologna. Data la sua dedizione e competenza acquisita con l'esperienza, nel 1988 la Conferenza Episcopale Marchigiana lo propose finalmente come rettore del seminario fanese. Ricoprì tale incarico fino all'elezione episcopale.
Il 7 maggio 1992 papa Giovanni Paolo II lo elesse vescovo della sede suburbicaria di Palestrina e ricevette la consacrazione episcopale nella cattedrale di Osimo il 28 giugno 1992, per l'imposizione delle mani del cardinale Bernardin Gantin e degli arcivescovi co-consacranti Franco Festorazzi e Carlo Maccari. Fu nominato poi vescovo coadiutore di Fano-Fossombrone-Cagli-Pergola il 5 aprile 1997, mentre l'8 settembre 1998 successe alla medesima sede. Dal 21 luglio 2007 ne fu vescovo emerito.
Il 6 gennaio 2008, alle ore 8.45, si spense presso la Casa del Clero in via Montevecchio a Fano, dove risiedeva dopo le dimissioni per raggiunti limiti d'età.

## Genealogia episcopale
La genealogia episcopale è:
- Cardinale Scipione Rebiba
- Cardinale Giulio Antonio Santori
- Cardinale Girolamo Bernerio, O.P.
- Arcivescovo Galeazzo Sanvitale
- Cardinale Ludovico Ludovisi
- Cardinale Luigi Caetani
- Cardinale Ulderico Carpegna
- Cardinale Paluzzo Paluzzi Altieri degli Albertoni
- Papa Benedetto XIII
- Papa Benedetto XIV
- Papa Clemente XIII
- Cardinale Marcantonio Colonna
- Cardinale Giacinto Sigismondo Gerdil, B.
- Cardinale Giulio Maria della Somaglia
- Cardinale Carlo Odescalchi, S.I.
- Cardinale Costantino Patrizi Naro
- Cardinale Lucido Maria Parocchi
- Papa Pio X
- Papa Benedetto XV
- Papa Pio XII
- Cardinale Eugène-Gabriel-Gervais-Laurent Tisserant
- Cardinale Bernardin Gantin
- Vescovo Vittorio Tomassetti